# Lista de rios de Mato Grosso do Sul
Na Lista de Rios de Mato Grosso do Sul estão relacionados de forma não exaustiva os rios do estado do Mato Grosso do Sul. As águas do estado dse dividem em duas regiões hidrográficas: Região hidrográfica do Paraná e Região hidrográfica do Paraguai.

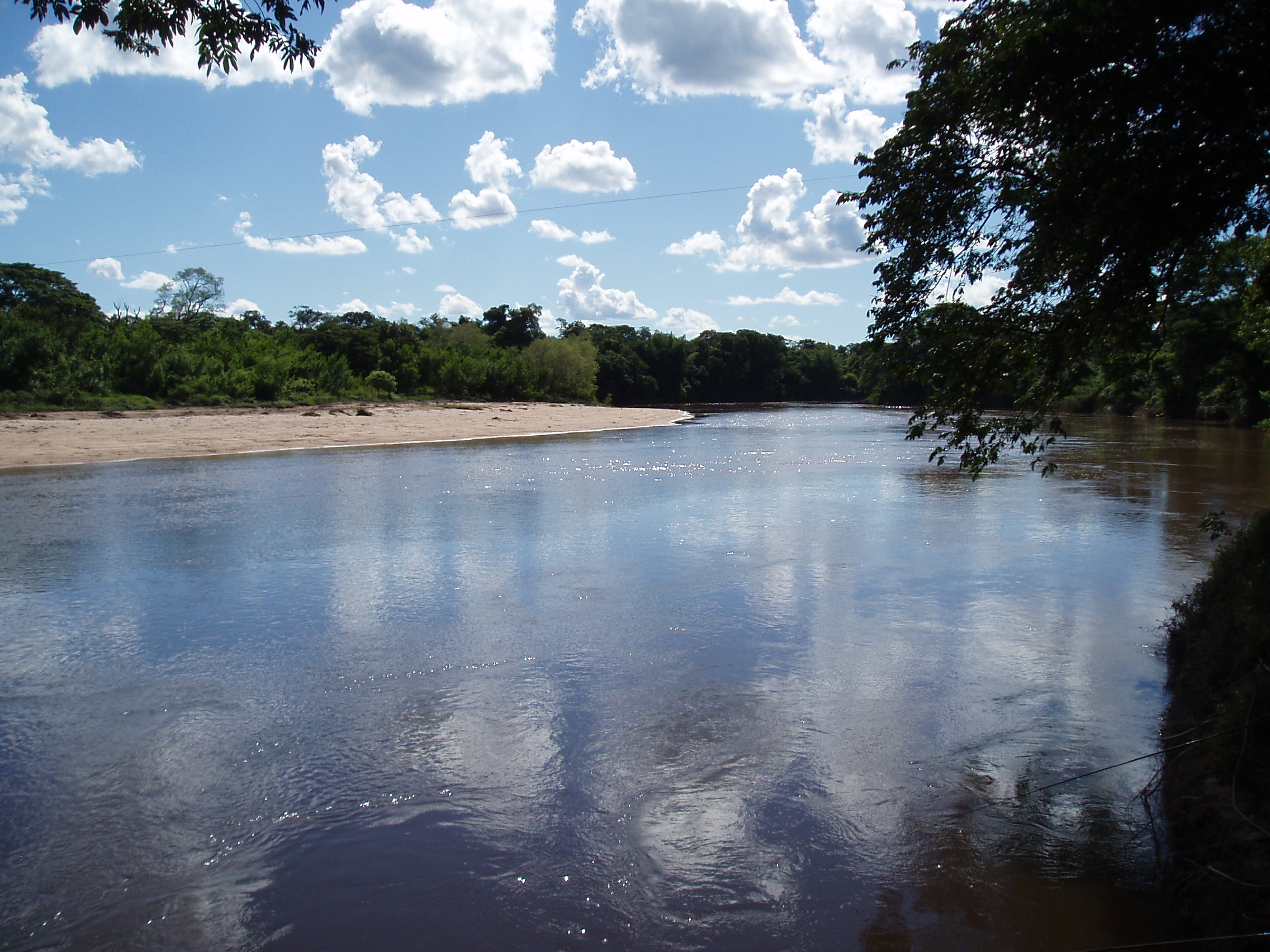
Rio Apa.

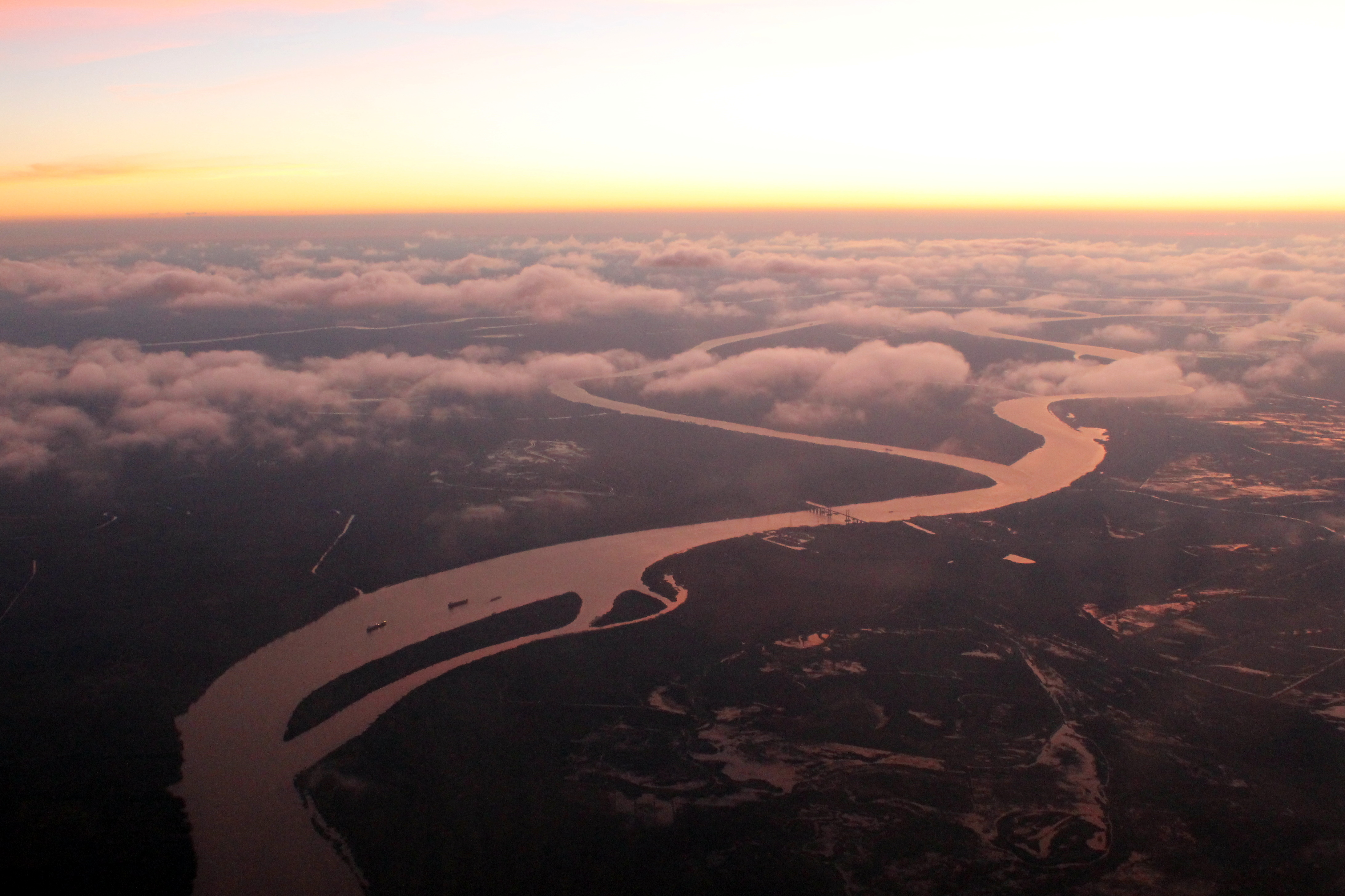
RioParaná.

- Rio Abobral
- Córrego Alegre
- Rio Amambaí
- Rio Amanguijá
- Rio Anhanduí-Guaçu

- Rio Apa
- Rio Aporé
- Rio Aquidauana
- Rio Branco
- Rio Caracol
- Rio Combate
- Rio Correntes
- Rio Coxim
- Ribeirão Dois Córregos
- Córrego Estrelinha
- Córrego Fundo
- Córrego das Furnas
- Rio Guaçu
- Rio Iguatemi
- Córrego Ita
- Córrego Itaquiraí
- Ribeirão Lontra
- Rio Maracaí
- Rio Miranda
- Córrego da Moeda
- Rio Negro
- Rio Novo
- Arroio do Ouro
- Ribeirão do Palmito
- Rio Pântano

- Rio Paraguai
- Rio Paraná
- Rio Paranaíba
- Rio Pardo
- Ribeirão Pau Vermelho
- Rio do Peixe
- Rio Perdido
- Rio Pirajuí
- Rio Piripucu
- Córrego Progresso
- Rio Quitéro
- Córrego Santo Ilíada
- Rio São Lourenço
- Ribeirão São Mateus
- Rio Sucuriu
- Rio Taquari
- Rio Taquiri
- Rio Tarunã
- Rio Tererê
- Córrego Tuma
- Rio Verde
- Rio Salobra